# Waltz for Debby
«Waltz for Debby» es un estándar de jazz compuesto por el pianista estadounidense Bill Evans. Se grabó por primera vez como una pieza instrumental de piano breve en su álbum de 1956 New Jazz Conceptions, y más tarde en su álbum en vivo de 1962 Waltz for Debby.

## Recepción de la crítica
Mark Richardson describe la melodía de la canción como “irresistible”. The Musical Bungalow describe «Waltz for Debby» como “una de las mejores composiciones de Evans”. El crítico de Culture Trip, Joshua Rau, comentó: “El piano desconcertante y disociador abre la canción, y desde el principio esta canción suena como una obra creativa. La canción completa finalmente se abre a un piano eléctrico relajado, un bajo intenso y una percusión inquietantemente perfecta para crear una atmósfera completamente deslumbrante”.

## Galardones
| Año  | Premio         | Categoría                              | Destinatario              | Resultado | Ref.  |
| ---- | -------------- | -------------------------------------- | ------------------------- | --------- | ----- |
| 1998 | Premios Grammy | Mejor arreglo, instrumental o a capela | Don Sebesky               | Ganador   | [ 6 ] |
| 2008 | Premios Grammy | Mejor solo de jazz instrumental        | Gary Burton y Chick Corea | Nominado  | [ 7 ] |

## Créditos y personal
Créditos adaptados desde las notas de álbum de Waltz for Debby.
The Bill Evans Trio
- Bill Evans – piano
- Scott LaFaro – contrabajo
- Paul Motian – batería

Personal técnico
- Orrin Keepnews – productor
- Dave Jones – ingeniero de audio